# Hanna-Barbera
Hanna-Barbera var et tegnefilmsstudie, der er grundlagt af William Hanna og Joseph Barbera i 1957. Hedder nu Cartoon Network Studios og har egen tv-kanal: Cartoon Network. Studiet er en del af mediefirmaet Warner Brothers, som igen er en del af det fusionerede selskab Time Warner. 
Et af deres mest kendte produkter er serien Familien Flintstone og Scooby-Doo.
| Film | Spire Denne filmartikel er en spire som bør udbygges. Du er velkommen til at hjælpe Wikipedia ved at udvide den. |

1. ↑  Navnet er anført på engelsk og stammer fra Wikidata hvor navnet endnu ikke findes på dansk.